# Płazy Singapuru
Płazy Singapuru – przedstawiciele gromady płazów występujący w Singapurze. Żyje tam 28 gatunków płazów.

## Lista płazów[1]

### Rządpłazy beznogie

#### RodzinaIchthyophiidae
- Ichthyophis paucisulcus
- Ichthyophis singaporensis

### Rządpłazy bezogonowe

#### Rodzinaropuchowate(Bufonidae)
- Duttaphrynus melanostictus
- Ingerophrynus quadriporcatus
- Pelophryne signata

#### RodzinaMegophryidae
- Leptobrachium nigrops
- Megophrys nasuta

#### RodzinaDicroglossidae
- Fejervarya cancrivora
- Fejervarya limnocharis
- Limnonectes blythii
- Limnonectes malesianus
- Limnonectes paramacrodon
- Limnonectes plicatellus

#### Rodzinażabowate(Ranidae)
- Hylarana baramica
- Hylarana chalconota
- Hylarana erythraea
- Hylarana laterimaculata
- Żaba rycząca (Rana catesbeiana)

#### Rodzinanogolotkowate(Rhacophoridae)
- Nyctixalus pictus
- Polypedates leucomystax
- Rhacophorus cyanopunctatus
- Theloderma horridum

#### Rodzinawąskopyskowat(Microhylidae)
- Kalophrynus pleurostigma
- Termitówka południowoazjatycka (Kaloula pulchra)
- Microhyla butleri
- Microhyla heymonsi
- Microhyla fissipes
- Microhyla mantheyi